# Francine Van Hove
Francine Van Hove, née le 5 mai 1942 à Saint-Mandé et morte le 5 août 2025, est une peintre contemporaine française.

## Biographie
Née en 1942 à Saint-Mandé (Seine), Francine Van Hove fait ses études secondaires et supérieures (professorat de dessin et arts plastiques pour les lycées et collèges) à Paris. Après avoir enseigné un an au lycée de jeunes filles de Strasbourg, elle démissionne de l'Éducation nationale en 1964 pour revenir à Paris et s'y consacrer à la peinture.
Elle est connue pour ses sujets exclusivement féminins et les attitudes rêveuses de ses personnages. Sa technique graphique et picturale classique est proche de celle des Renaissants italiens et des Flamands des XVIe et XVIIe siècles.
Outre de nombreux dessins et pastels, son œuvre compte plus de 400 tableaux, essentiellement présents dans des collections privées.
En 2014, Alain Blondel, son marchand historique, prend sa retraite après avoir soutenu son travail pendant 32 ans. Depuis, Francine Van Hove est représentée par Jean-Marie Oger, ancien collaborateur d'Alain Blondel à la galerie du même nom.
Selon la critique d'art Aude de Kerros, Van Hove est l'un des principaux représentants du courant « moderne classique ».

### Famille
- Bernar (1957-2006), dessinateur de presse, frère de Francine Van Hove[5].
- Paul Boulitreau, peintre et sculpteur né en 1967, son neveu[6].

## Principales expositions
Source : catalogue raisonné
- 1978, Galerie Morantin-Nouvion, Paris
- 1982, Salon Comparaisons, Paris
- 1982, Galerie Alain Blondel, Paris
- 1982, Foire internationale de Chicago
- 1983-84, International Art Expo, Stockholm
- 1984, Galerie Alain Blondel, Paris
- 1985, Musée Paul-Valéry, Les Pouvoirs du Réel, Sète
- 1986, Galerie Alain Blondel, Paris
- 1986, Arte Fiera, Bologne
- 1986, ICAF, Los Angeles
- 1986, Galerie Hartcourts Contemporary, San Francisco
- 1987, Galerie Alain Blondel à la FIAC, Paris
- 1988, IGI 88, New York
- 1989, Galerie Alain Blondel, Paris
- 1989, Le Patio en septembre, Anglet
- 1989, Lineart, Gand
- 1989-90, Exposition France-Japon, Tokyo, Kyoto, Osaka
- 1990, Salon de Mars, Paris
- 1990, Lineart, Gand
- 1991, Galerie Alain Blondel, Paris
- 1991 à 1994, Salon de Mars, Paris
- 1993, Galerie Alain Blondel, Paris
- 1993, Art Miami, Miami
- 1994, Jardins d’Été, galerie Alain Blondel, Paris
- 1994, Les Nouveaux Pastellistes, Paris
- 1995, Galerie Alain Blondel, Paris
- 1996, Visions Poétiques, Salon du Printemps, Le Poiré-sur-Vie
- 1997, Galerie Alain Blondel, Paris
- 1998, Art Chicago, Chicago
- 1999, Galerie Alain Blondel, Paris
- 2000, Villa Beatrix Enea, Anglet
- 2000, Pavillon des antiquaires et des beaux-arts
- 2001, 2003, 2005, 2007, 2009, galerie Alain Blondel, Paris
- 2010, Galerie de Bellefeuille, Montréal
- 2011, 2012, galerie Alain Blondel, Paris
- 2012, Arts Élysées, Paris
- 2014, Galerie Alain Blondel, Paris
- 2016, Galerie L'Œil du Prince, Paris
- 2016, Still Life- Style of Life, galerie Jean-Marie Oger, Paris
- 2016, Galerie De Bellefeuille, Montréal
- 2019, Florilège, galerie JR en collaboration avec Jean-Marie Oger, Arles
- 2021, Du côté de chez soi, galerie Jean-Marie Oger, Paris
- 2023, Dessins & Peintures, galerie Jean-Marie Oger, Paris